# Spierspanning
Spierspanning is de mate waarin een spier gespannen is, de kracht die deze uitoefent tussen origo en insertie. Spiertonus is de spierspanning in rust. Spierspanning kan functioneel zijn, als hij de normale houding of beweging ondersteunt, maar aan het bestaan van spierspanning onder omstandigheden waar dit niet nodig is worden veel klachten toegeschreven, zoals spanningshoofdpijn. 
Een spier die onder spanning wordt gehouden gaat na enige tijd vaak ook zelf pijn doen en als dit leidt tot meer spierspanning kan een vicieuze cirkel op gaan treden. Een onnodig gespannen spier is vaak een teken van een gespannen geest. Een van de taken van de fysiotherapeut is het opsporen en behandelen van dergelijke situaties. Verhoogde spiertonus kan leiden tot pijn, toegenomen energieverbruik en moeite met het handhaven van de lichaamshouding.
Hypertonie is een niet-snelheidsafhankelijke weerstand bij passief bewegen, die ongelijk verdeeld is over flexoren en extensoren. Meestal zijn aan de bovenste extremiteit de flexoren hypertoon, aan de onderste extremiteit de extensoren. Hypertonie op basis van een spieractivatiestoornis is een symptoom van een verhoogde respons van de tonische rekreflexactiviteit.